# Storia di Vercurago

Lo stemma del comune di Vercurago

La prima traccia documentata della storia di Vercurago si riferisce a un documento redatto il 3 marzo 814 anche se il suo territorio è certamente abitato sin dalla prima età del ferro. Il paese è sovrastato dal castello dell'Innominato che segnò il confine tra la Repubblica di Venezia e il Ducato di Milano e nel quale si presume che il Manzoni ambientò la figura dell'Innominato nel romanzo I promessi sposi. Nel XVI secolo la frazione di Somasca diventò meta di pellegrinaggi dopo l'arrivo di san Girolamo Emiliani e nel XX secolo si avviarono le industrie e le prime imprese commerciali.

## Fondazione

### Dalla preistoria all'epoca romana
I primi frequentatori del territorio di Vercurago probabilmente appartennero alla cultura di Polada che si sviluppò nell'Italia settentrionale tra il XXII secolo a.C. e il XVII secolo a.C.; nella vicina Calolziocorte infatti sono stati rinvenuti i resti dei pali delle palafitte costruite da questa popolazione lungo le sponde dell'Adda. Questa civiltà viveva in villaggi palafitticoli costruiti lungo le rive dei numerosi laghi e dei corsi d'acqua dell'Italia settentrionale e tracce di questa civiltà sono state rinvenute in tutto il lecchese. L'insediamento di maggiori dimensioni è stato scoperto sulle rive del lago di Pusiano a Bosisio Parini, dove gli archeologi hanno dissotterrato una notevole quantità di reperti ceramici e bellici.
Il primo insediamento stabile risale alla prima età del ferro, fu costruito da alcuni membri della cultura di Golasecca, una popolazione celtica che si sviluppò tra il IX secolo a.C. e il V secolo a.C. tra il Piemonte orientale e il Canton Ticino. L'insediamento e i reperti edilizi e ceramici contenuti vennero rinvenuti durante una campagna di scavi archeologici tra il 1986 e il 1988 in prossimità del castello dell'Innominato. Essendo posizionato sull'altura dove oggi sorge il castello, l'insediamento si trovava in un luogo strategico dato che permetteva il controllo visivo del lago e delle vie di comunicazione verso le valli alpine. Inoltre da questo luogo era possibile vigilare sulla via che collegava Bergamo a Como che nel V secolo a.C. costituiva il collegamento principale tra gli Etruschi e i Celti transalpini con i quali questa civiltà intratteneva fiorenti rapporti commerciali poi interrotti nel 388 a.C. dall'invasione dei Galli che determinò la fine di questa civiltà. I rimaneggiamenti subiti dal terreno, l'erosione e l'utilizzo dei reperti archeologici per la costruzione del castello non hanno permesso l'individuazione di strutture ben definite e i resti individuati sono relativi alle fasi più tarde dell'insediamento. Durante gli scavi sono state rinvenute le fondamenta di abitazioni di indubbia origine golasecchiana e diversi reperti ceramici ed edilizi databili tra il IX secolo a.C. e il V secolo a.C. che oggi sono custoditi nel museo archeologico di Lecco.
La strada pedemontana che collegava le città di Brescia, Bergamo e Como, e che certamente a quel tempo attraversava il territorio di Vercurago, venne ricostruita e migliorata in epoca romana. La strada guadava il fiume Adda all'altezza di Olginate grazie ad un ponte in pietra risalente al III secolo del quale oggi rimangono i resti dei piloni esagonali che lo costituivano. Il territorio vercuraghese entrò a far parte dell'amministrazione romana diventando membro del circondario di Bergamo, che nel I secolo a.C. durante la giurisdizione dell'imperatore Augusto venne inserito nella Regio XI Transpadana per poi entrare a far parte della Regio X Venetia et Histria nel I secolo d.C. È proprio durante l'epoca romana che probabilmente nasce il toponimo Vercurago, il nome infatti potrebbe derivare da un prediale, latifondo di epoca imperiale romana, appartenuto ad un certo Vercorius, il cui nome suggerisce un'origine celtica del proprietario.

### Dalle popolazioni barbariche alla nascita di Vercurago
Nel 476, con la caduta dell'Impero romano d'Occidente, le popolazioni barbariche iniziarono una serie di battaglie per la conquista dell'Italia e nel 490 una di queste scoppiò tra gli Eruli comandati da Odoacre e i Goti. La battaglia si svolse nei pressi del ponte romano sull'Adda e durante lo scontro morì il comes domesticorum erule Pierius. A ottenere il dominio completo sull'Italia però furono i Longobardi che nel 568 iniziarono la conquista comandati dal re Alboino e già nel 570 avevano esteso il Ducato di Bergamo fino all'Adda. Il dominio longobardo durò fino al 774, quando Carlo Magno discese in Italia conquistandola e dopo altre e numerose conquiste il re dei franchi venne incoronato imperatore da Papa Leone III il 25 dicembre 800. Da quel momento il territorio di Vercurago entrò a far parte, prima dell'Impero carolingio e poi del Sacro Romano Impero per i successivi sei secoli. Alla morte di Carlo Magno avvenuta nell'814 prese il potere Ludovico il Pio il quale lasciò la reggenza italiana a Bernardo.

Le prime notizie dell'esistenza dell'abitato di Vercurago risalgono a poco dopo la morte di Carlo Magno, il villaggio infatti venne citato per la prima volta nel testamento di Rotprando, un documento datato 3 marzo 814. Il testamento venne redatto dal notaio Nannone dopo la morte del ricco nobile di origine longobarda Rotprando de Watingo, detto Prando. Rotprando, figlio di Sicnemario de Watingo, probabilmente era un abitante dell'isola Comacina, il quale trovandosi senza eredi decise di lasciare gran parte dei suoi beni alla basilica di sant'Ambrogio di Milano e diede il permesso ad un certo Punno di comprare alcuni dei suoi terreni. Tra i terreni elencati nel documento viene dichiarata per la prima volta l'esistenza del villaggio di Vercoriaco e dell'Oratorio dedicato a San Protasio, nello scritto infatti si può leggere che il nobile longobardo lascia all'oradorio sancti Prodaci in Vercoriaco tutti i territori e possedimenti di sua proprietà posti nello stesso villaggio di Vercurago. Da un estratto del testamento si legge:
(notaio Nannone, "Testamento di Rotprando")
Nell'887 si citò per la prima volta la località di Cremellina in un documento secondo il quale i canonici di Sant'Ambrogio permutarono con Arnolfo, figlio di Arnolfo di Biassono, i beni che essi possedevano nella località vicina all'Adda di Cremellina. La località scomparve durante le lotte tra guelfi e ghibellini e oggi questa zona corrisponderebbe probabilmente al confine tra Vercurago e Pascolo, frazione di Calolziocorte.

## Medioevo

### Il feudalesimo e il Trecento tra guelfi e ghibellini
Con al nascita del feudalesimo Vercurago, insieme ai villaggi di Calolzio, Olginate e Lecco, entrò probabilmente nella sfera di influenza della famiglia bergamasca dei Benaglio già a partire dal 1050 quando al capostipite della casata, Angilberto Benaglio, venne conferito il titolo di conte di Treviglio dall'imperatore Enrico III il Nero. Tra i possedimenti dei Benaglio si poteva annoverare il castello di Somasca che era certamente attivo nel 1158 durante il regno dell'imperatore Federico Barbarossa, anche se si presume che fosse già operativo in epoca tardo-romana.
Dopo che Filippo Benaglio ricevette la cittadinanza bergamasca nel 1250, i suoi possedimenti, tra i quali il villaggio Vercurago, vennero inclusi nello statuto del libero comune di Bergamo del 1263 e indicati come facenti parte della factae di Sant'Alessandro, una delle quattro divisioni amministrative che prendevano il nome dalle porte della città. In quel periodo si affermò anche l'indipendenza religiosa del comune dato che nel 1264 la chiesa dei santi Gervasio e Protasio ottenne dal prevosto una curazia stabile all'interno della pieve di Garlate e nello stesso anno è segnalata a Cremellina la presenza di una chiesa dedicata a San Barnaba. Il comune di Bergamo entrò ben presto a far parte della Signoria di Milano e nel 1274 il guelfo Napoleone della Torre, signore di Milano, conquistò Vercurago e l'intera Valle San Martino. Con i della Torre al comando il potere dei Benaglio si estese a tutta la valle e nel 1282, Filippo Benaglio, uno dei seguaci di Napoleone, venne designato a signore di Calolzio e Vercurago. La zona del lecchese e della Valle San Martino fu sempre partigiana dei guelfi della Torre e questo provocò non pochi attriti con la famiglia ghibellina dei Visconti, la quale era fermamente intenzionata ad ottenere il controllo della Signoria di Milano. Le battaglie tra guelfi e ghibellini si inasprirono al punto che il 30 marzo 1296|1297 Lecco e i territori guelfi circostanti, Vercurago compresa, vennero messi a ferro e fuoco da Matteo Visconti, signore di Milano, il quale riuscì a catturare e deportare a Milano Filippo Benaglio. Nel 1299 è citata per la prima volta la chiesa di Sumasca San Bartolomeo nel Liber notitiae Sanctorun Mediolani di Goffredo da Bussero, con la fondazione di questa chiesa nacque di fatto il villaggio di Somasca che rientrava all'interno dei possedimenti dei Benaglio e nella pieve di Garlate.

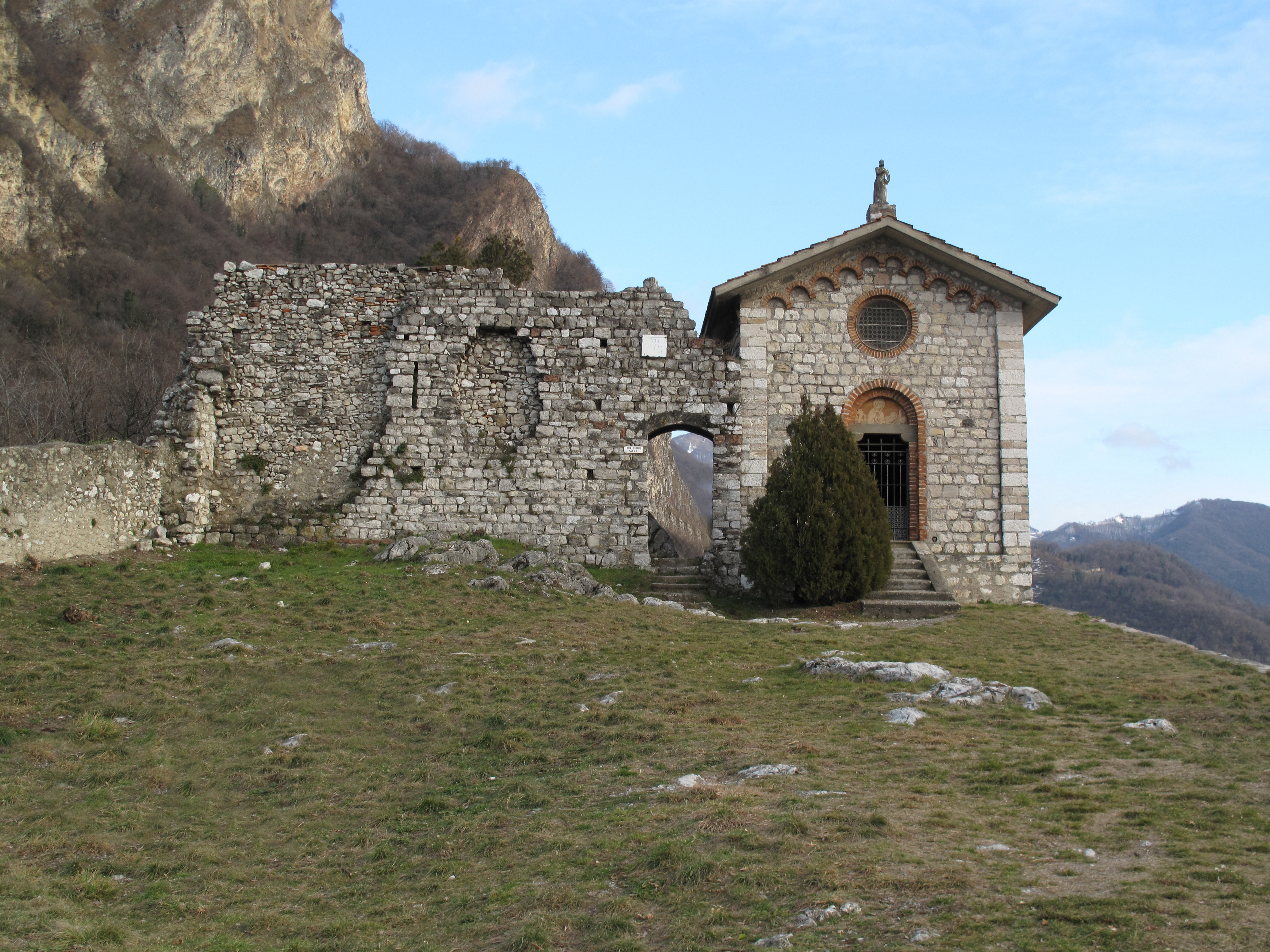
La facciata della cappella di Sant'Ambrogio e l'ingresso del castello di Somasca.

La guerra per il predominio sulla Signoria di Milano iniziata nel 1262 si concluse definitivamente nel 1311 con la vittoria di Matteo Visconti su Guido della Torre. Nel 1312 però il castello di Somasca figurava ancora tra i beni dei della Torre, visto che in quell'anno venne lasciato in eredità ai successori di Guido della Torre. Nonostante ciò nel 1320 le terre di Vercurago e della Valle San Martino furono conquistate da Azzone Visconti, che ottenne anche il pieno dominio sul circondario e sulla città di Bergamo nel 1332. Nel 1339 nei pressi del castello di Somasca venne costruita la piccola cappella di Sant'Ambrogio e una croce che divenne meta di continue processioni le quali posero le basi per la futura costruzione della via di comunicazione tra il castello e gli abitati di Somasca e Vercurago, l'attuale via delle cappelle. Per ottenere il completo controllo della Signoria i Visconti iniziarono una guerra contro le città e le valli ancora partigiane dei della Torre che durò diversi decenni. Le battaglie già cruente si inasprirono con l'arrivo di Bernabò Visconti, il quale nel 1363 permise ai ghibellini della Valle San Martino di uccidere gli appartenenti alla fazione guelfa, situazione che durò per oltre un anno e che si infiammò in ottobre con la sopraggiunta di una ribellione guelfa. Nel 1373 Vercurago venne messa a ferro e fuoco un'altra volta, quando Bernabò Visconti diede l'ordine di distruggere la valle dopo che Ambrogio Visconti, primogenito e figlio naturale di Bernabò, venne ucciso da una folla di contadini rivoltosi a Caprino Bergamasco. Passarono solo tre anni che nel 1376 la fazione guelfa si ribellò nuovamente e in quell'occasione Bernabò radunò diversi banditi e ordinò loro di devastare i paesi delle valli riottose tra cui Vercurago. Il continuo aumento di tensione tra la fazione guelfa e quella ghibellina diede il via una lunga serie di battaglie tra le comunità guelfe di Calolzio e Vercurago e quelle ghibelline di Olginate e Garlate. L'8 settembre 1383 scoppiò nella località di Cremellina la prima battaglia dalla quale ne uscirono vittoriosi i ghibellini di Olginate che riuscirono a cacciare la famiglia guelfa dei Benaglio spogliandola dei loro averi. La battaglia di Campo Serse scoppiò invece nell'estate del 1393 e vide la perdita di quattro guerrieri guelfi, mentre sul fronte ghibellino sopravvissero tutti. il 27 maggio 1398 infine venne combattuta la battaglia del Campo Cerese.

### Vercurago nel Quattrocento, confine tra Milano e Venezia

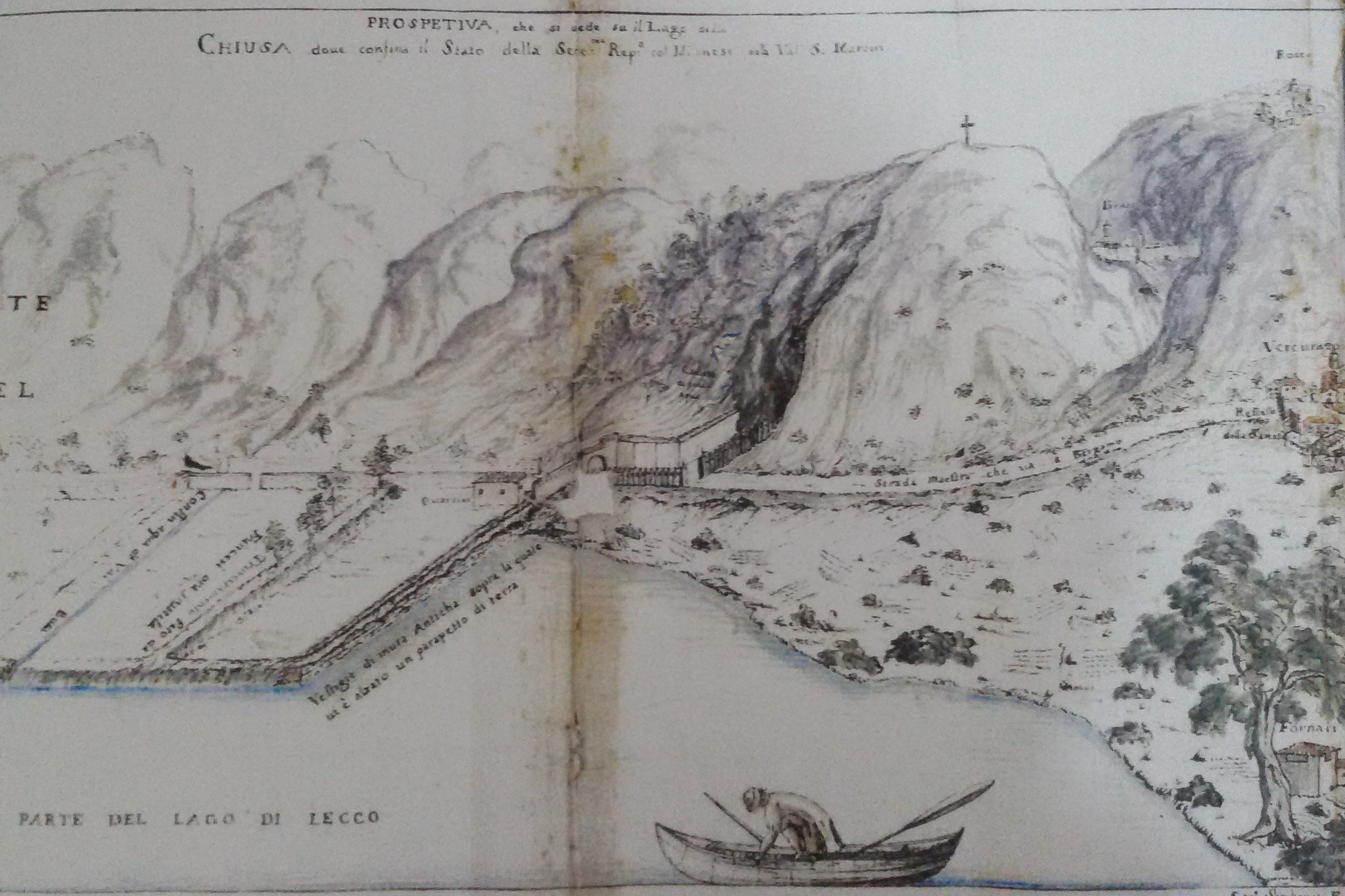
Disegno della chiusa di Vercurago

Il 3 marzo 1426 la Repubblica di Venezia dichiarò guerra al Ducato di Milano, che dopo aver preso Brescia senza sforzi, riuscì a conquistare tutta la parte occidentale del Ducato e di conseguenza Vercurago divenne per la prima volta parte del dominio veneto. Passarono solo due anni che il 18 aprile 1428 con la pace di Ferrara Vercurago ritornò nel Ducato di Milano. La pace durò meno di tre anni dato che nel gennaio del 1431 le lotte tra Venezia e Milano ripresero e continuarono fino al 1433 quando Vercurago diventò zona di confine tra il Ducato di Milano e la Repubblica di Venezia. Durante la breve occupazione milanese, nel 1435, venne promulgato lo Statuta Municipalia Vallis Sancti Martini che stabilì delle leggi piuttosto precise, valide nell'intera Valle San Martino. Vercurago ritornò veneziana dopo la riconquista della Valle San Martino messa in atto dal condottiero Bartolomeo Colleoni che si concluse nel 1441con la pace di Cremona. Ancora una volta la pace venne infranta e nel 1443 Vercurago ritornò a far parte dei possedimenti milanesi. Il 16 maggio del 1452 il Ducato di Milano decise di espandere i suoi territori ad est dell'Adda ricominciando la guerra con Venezia, ma dopo diverse battaglie il Ducato fu costretto ad arretrare e Vercurago ritornò per lungo tempo sotto il dominio veneto l'11 aprile 1454 con la pace di Lodi. Una volta stabilizzati i confini si decise di costruire una dogana sul il confine tra Vercurago e il Ducato di Milano. I muri di confine partivano dal castello di Somasca per poi gettarsi nell'Adda e nel punto in cui attraversavano la strada per Bergamo era presente una dogana presenziata da guardie. Il confine era costituito da due muri distanti circa 185 metri, quello veneto dalla parte di Vercurago e quello milanese, chiamato "il muro della chiusa", nella località di Chiuso, che assunse questo nome proprio a causa della presenza del confine. La costruzione del muro di confine portò nel corso dei secoli, in particolar modo nel Seicento, ad un'ondata di violenze tra gli abitanti di Vercurago e quelli di Chiuso.  Il 9 settembre 1455 il paese ricevette una visita dall'arcivescovo di Milano Gabriele Sforza, un evento che ebbe di grande rilievo per la comunità dell'epoca. Nel 1455 la parrocchia di Vercurago si distaccò per un breve periodo dalla pieve di Garlate dopo che già la parrocchia di Somasca lo aveva fatto qualche anno prima. Nel 1469 i Benaglio, che ancora governavano Vercurago e Calolzio, ottennero il titolo di conti dall'imperatore Federico III. Durante la guerra per il dominio dei territori lungo l'Adda, Vercurago e l'intera Valle San Martino vennero saccheggiati e distrutti talmente tante volte che in alcune annate, tra il 1431 e il 1489, il governo Veneziano decise di esentarli da ogni tassa e dovere verso la repubblica. La guerra però ebbe occasione di riprendere quando il 18 ottobre 1499 la famiglia Sforza venne spodestata dal Ducato di Milano da Luigi XII di Francia.

## Età moderna

### Il Cinquecento e l'arrivo di San Girolamo Emiliani
Il 10 dicembre del 1508, per contrastare l'espansione veneziana, il Ducato di Milano si unì alla Lega di Cambrai con Spagna, Sacro Romano Impero e Francia. Nel 1509 il governatore di Milano, il francese Carlo II d'Ambois, attaccò i paesi di confine Calolzio e Vercurago che tornarono sotto il controllo milanese. Pochi mesi dopo la conquista, l'8 settembre 1509, Carlo II diede l'ordine di radere al suolo il castello di Somasca. Dal passaggio dei francesi Vercurago e l'intera bergamasca vennero contese tra Milano e Venezia fino al 1516, quando con il trattato di Noyon si pose fine alla guerra della Lega di Cambrai. Il 31 marzo 1528 per volere dell'imperatore Carlo V, Lecco diventò un vero e proprio stato indipendente guidato dal conte Gian Giacomo Medici, detto il Medeghino, il quale per estendere il suo dominio intraprese una guerra contro la Repubblica delle Tre Leghe, la Seconda guerra di Musso che si concluderà solo nel 1532. Vercurago, nonostante fosse veneziana, subì gli effetti devastanti della guerra, infatti durante questo periodo il Medeghino saccheggiò più volte la bergamasca. Durante questi attacchi al Medeghino venne consigliato, da suo fratello Battista Medici,  di ricostruire il castello di Somasca che all'epoca era ancora in rovina dopo la distruzione francese, ma il Medici non accolse il suggerimento.
Nel 1533 giunse a Vercurago l'ex soldato veneziano Girolamo Emiliani, al quale venne proposto da parte del vercuraghese Pietro Borelli, di stabilire la sua Congregazione dei servi dei poveri nel comune di Vercurago, nella casa in cui il Borelli lo aveva ospitato. Dopo essere uscito e poi rientrato dalla Valle San Martino decise di stabilire la sua compagnia nell'abitato di Somasca dove venne ospitato in una casa vicino all'allora chiesa di San Bartolomeo dalla famiglia Ondei. Dopo aver fondato altre case per gli orfani a Milano e Pavia ritornò a Somasca dove restaurò parte del castello e l'antica cappella di Sant'Ambrogio per insediarvi la sua congregazione che man mano stava crescendo. Nel 1534 costruì l'orfanotrofio posto ne "la Valletta" e per dissetare gli orfani di cui si stava prendendo cura miracolosamente fece nascere una fonte da una parete rocciosa e qui a "la Valletta" compì secondo la tradizione molti altri miracoli come la moltiplicazione dei pani. Partì poi per Venezia e nel lungo viaggio di ritorno visitò diversi ospedali e qui contrasse probabilmente la peste. Nel 1536, una volta tornato a Somasca, scoppiò anche nella valle San Martino una violenta pestilenza e la sua crescente spiritualità lo portò a vivere da eremita in un eremo vicino a "la Valletta". In questo luogo le sue condizioni di salute si aggravarono e i conseguenza venne portato in una casa vicino alla chiesa, in quella che oggi è la chiesa della Mater Orphanorum e qui morì all'età di cinquantasei anni nella notte dell'8 febbraio 1537. Nel 1544 poco tempo dopo la morte del santo, i padri somaschi iniziarono l'ampliamento della chiesa dedicata a San Bartolomeo per trasformarla in quella che oggi è la Basilica di San Bartolomeo e San Girolamo Emiliani.
Nel 1550 anche a Vercurago si iniziarono i lavori di rifacimento della chiesa dei Santi Gervasio e Protasio che assunse le forme tipiche del tardo gotico a capanna con tre archi traversi e proprio in questo periodo iniziò la Controriforma. Le dispute territoriali causate dal muro della chiusa iniziarono a provocare i primi morti e infatti il 10 ottobre del 1564 venne rinvenuto il cadavere di Martino Bonomo. Vi furono poi anche problemi per la difesa del castello dato che nel 1565 alcuni abitanti di Lecco riuscirono a prenderne il controllo per alcuni giorni. Le nuove direttive decise durante il Concilio di Trento portarono il cardinale Carlo Borromeo a visitare la Valle San Martino nel 1566. Durante la visita Vercurago risultava esse una delle sei curae della pieve in territorio bergamasco, e cambiò poi pieve nel 1574 quando alla pieve di Garlate subentrò quella di Olginate. La parrocchia di Somasca invece, su ordine del cardinale, venne separata da quella di Calolzio, e qui venne fondato il primo seminario foraneo della diocesi milanese, che verrà trasferito nel 1579 a Celana, attuale frazione di Caprino Bergamasco. Inoltre il Borromeo decise di spostare la sistemazione dei padri somaschi dal castello al paese di Somasca. Nel 1576 a Vercurago, così come tutto il resto dell'Italia settentrionale, scoppiò la peste di San Carlo che causò un netto calo demografico. Sul finire del Cinquecento Vercurago ebbe un vero e proprio governo che era affidato ad un console e a due sindaci che avevano anche il compito di partecipare alle elezioni del Consiglio Generale della Valle. A fine secolo ci fu anche un miglioramento della situazione economica dato che i traffici commerciali tra Venezia e le città d'oltralpe si intensificarono. In questo periodo infatti Vercurago e Brivio divennero i principali punti di scambio commerciale via lago, infatti da Vercurago partivano le imbarcazioni dirette in Valchiavenna le cui merci venivano poi commerciate con la Repubblica delle Tre Leghe, l'attuale cantone svizzero dei Grigioni. Grazie ai nuovi commerci il governo veneto decise di investire ingenti risorse anche per la risistemazione dell'antica strada romana che congiungeva Vercurago a Bergamo e che durante le lotte tra guelfi e ghibellini era stata completamente distrutta. Inoltre grazie a queste nuove rotte commerciali Venezia decise di stringere un'alleanza con la vicina Repubblica delle Tre Leghe. Nel 1589 il governo veneziano inviò a Vercurago il nobile Gian Gerolamo Grumelli per iniziare le negoziazioni con la famiglia svizzera Salis, alla quale il Grumelli era imparentato, per preparare i concordati necessari all'alleanza tra i due stati.

### Il Seicento dei promessi sposi
I concordati andarono poi a buon fine e nel 1603 venne sancita l'alleanza tra Venezia e le Tre leghe. Dai primi anni del Seicento fino al 1615 la basilica di San Bartolomeo e San Girolamo subì una lunga serie di migliorie oltre che la costruzione del campanile e nel 1620 iniziarono i lavori di allungamento e di ricostruzione della facciata. Nel 1626 Girolamo Emiliani venne designato protettore della Valle San Martino e da questo momento i pellegrinaggi verso Somasca iniziarono ad intensificarsi e per meglio proteggere la pietra dove il santo dormiva venne costruita nello stesso anno la chiesa della Valletta. L'influenza dei padri somaschi crebbe a tal punto che il 26 ottobre 1628 riuscirono ad ottenere l'area del castello dalla famiglia Limonta di Vercurago. Come raccontato ne I promessi sposi il Seicento era un secolo pericoloso, i morti lungo il confine con Chiuso crebbero e per la fine del secolo se ne contarono ufficialmente oltre una decina. La violenza lungo questa linea di confine era così diffusa che addirittura un ulivo che cresceva in quella zona venne utilizzato per affiggere le membra di una guardia veneta del castello chiamata Michele. Alla violenza si sommò nel 1630 l'arrivo di una nuova pestilenza che porterà il paese ad una stagnazione demografica. Nel corso del XVII secolo i nobili e i potenti, grazie ai loro bravi, potevano commettere qualsivoglia omicidio senza poi essere segnalati dalla legge. Per sua sfortuna venne invece segnalato il caso del nobile vercuraghese Gennario Benaglio, il quale nel gennaio del 1649 fece uccidere da un bravo l'esattore Ambrogio Arrigoni. La famiglia dell'esattore allora per vendetta comandò nell'ottobre dello stesso anno l'uccisione di Andra Borello, discendente dei Benaglio. Il Benaglio allora per cercare protezione dalla giustizia e dalla famiglia Arrigoni chiese prevosto di Olginate di essere ricoverato in parrocchia il quale però non glielo concesse. A Vercurago c'era anche il divieto di pesca sulle rive dell'Adda, infatti con la pace di Lodi il permesso di pesca sul fiume era diventato di proprietà milanese e questo causò omicidi e affondamento di chiatte e barche vercuraghesi, che generalmente uscivano a pescare durante la notte. Le violenze lungo il confine però non erano sempre e solo ai danni dei vercuraghesi infatti nel 1683 alcuni bergamaschi, tra cui un certo Giuseppe Corà di Vercurago, entrarono nel rione lecchese di Maggianico saccheggiandolo. Il Corà, che di professione faceva il tintore, riuscì ad ottenere la grazia dalle autorità raccontando che il fatto commesso dai bergamaschi con cui si trovava fosse a lui estraneo e che quindi lui si trovasse in quel luogo per puro caso.

### Il Settecento e la caduta di Venezia
Per agevolare i pellegrini i padri somaschi iniziarono l'acquisto dei terreni in loco per allargare e migliorare le condizioni del sentiero e trasformarlo in una comoda strada carrozzabile e ciottolata, inoltre ai somaschi vennero offerte altre pertiche di terreno dai proprietari locali fino alla prima metà del Settecento. Nel 1702 i lavori di costruzione iniziarono dopo aver ricevuto la concessione dal capitano generale di Bergamo, Federico Barbarigo e portarono alla realizzazione di buona parte della strada. I lavori ripresero nel 1723 e continuarono fino al 1729 grazie alle donazioni di padre Antonio Valle. La costruzione della strada si rivelò utile dopo che l'Emiliani venne beatificato nel 1747 e i pellegrinaggi verso Somasca ebbero un'ulteriore crescita. Lavori di rinnovamento del patrimonio ecclesiastico iniziarono anche a nell'abitato di Vercurago nel 1750 con la costruzione della Cappella di San Mauro e il rinnovamento della chiesa dei santi Gervasio e Protasio secondo il progetto di Carlo Giuseppe Merlo, che in soli 10 anni riuscì a completare l'interno e gran parte della struttura della chiesa. Nel 1760 ripresero i lavori per la costruzione della via di somasca e si edificò un arco in pietra per indicare l'inizio del percorso. in quello stesso anno i fratelli Antonio e Federico Commendoni proposero la realizzazione di diverse cappelle lungo la via in costruzione che daranno poi origine a quella che oggi è conosciuta come via delle cappelle. I lavori proseguirono nuovamente nel 1764 grazie alle donazioni di padre Domenico Serra e di padre Antonio Valsecchi e nel 1767 beato Girolamo Emiliani fu proclamato santo. Nel 1778 i somaschi misero ancora mano sul progetto della basilica rialzando il campanile e sostituendo le campane, mentre ulteriori donazioni alla via delle cappelle vennero fatte dal senatore della Serenissima e ultimo discendente del santo, Giacomo Emiliani. Il senatore visitò il santuario nel 1787 e assieme alla moglie Chiara de Riva dispose delle somme di denaro per la continuazione dell'opera e parte di questi soldi vennero dedicati all'erezione di una piccola cappella con un affresco raffigurante il santo e ad un cippo in onore della sua devozione. Nello stesso anno a Vercurago la parrocchia passò dalla pieve milanese di Olginate alla diocesi di Bergamo.
La campagna d'Italia portata avanti dal generale Napoleone Bonaparte portò alla formazione della Repubblica Cisalpina il 29 giugno 1797, la quale conteneva già i territori prima veneziani della bergamasca e del bresciano. Vercurago entrò quindi all'interno dei domini francesi prima dell'effettiva caduta di Venezia avvenuta il 17 ottobre 1797 dopo la firma del trattato di Campoformio. Il 24 aprile 1798 (5 fiorile anno VI del calendario rivoluzionario) Vercurago entrò a far parte del al Dipartimento della montagna all'interno del distretto del Caldone, ossia quello di Lecco. A questa riforma, che portava ad aggregare il paese al nemico storico, si opposero i sindaci di Somasca ed Erve oltre a quello di Vercurago. Il 26 settembre 1798 (5 vendemmiale anno VII) con la divisione del dipartimento del Serio a Vercurago venne aggregato il comune di Somasca e il nuovo comune fu collocato nel distretto IV della Sonna che aveva per capoluogo Caprino. Vista l'espansione francese e la formazione della seconda coalizione, nel 1799 iniziò la campagna italiana di Suvorov. Quando le truppe del generale russo iniziarono ad avvicinarsi a Lecco allora quelle cisalpine, comandate dal generale francese Jean Mathieu Philibert Sérurier, iniziarono a transitare per Vercurago in direzione della città. La battaglia di Lecco venne combattuta dai francesi tra il 25 e il 27 aprile contro il reparto dell'esercito austro-russo al comando del principe russo Pëtr Ivanovič Bagration, che durante la battaglia decise di squarciare a cannonate le mura del già diroccato castello di Somasca.

## Età contemporanea

### Da Napoleone al Regno Lombardo Veneto
Nonostante la battaglia di Lecco Vercurago rimase nella Repubblica Cisalpina e il 13 maggio del 1801 (23 fiorile anno IX), Vercurago unito a Somasca entrò a far parte del I distretto di Bergamo del dipartimento del Serio e nel 1802 ottenne l'estimo particolare. Nel censimento del 1804 Vercurago e Somasca contava 466 abitanti. Nel 1805 Napoleone istituì il Regno d'Italia e con l’organizzazione del dipartimento del Serio l'8 giugno 1805 il comune di Vercurago e Somasca venne ad appartenere al cantone VII di Caprino del distretto I di Bergamo e nel 1809 mutò il nome in Vercurago. La maggior parte degli intellettuali lombardi era favorevole alla dominazione francese e tra questi vi era il vercuraghese Samuele Biava. Nato a Vercurago nel 1792 iniziò gli studi universitari a Padova e ben prima di finirli cominciò a scrivere poesie nel tipico stile encomiastico e classicheggiante dell'epoca. Nel 1810 compose un sonetto per il matrimonio di Napoleone con Maria Luisa d'Austria, e nel 1811 un'ode per la nascita del re di Roma.
Dopo la sconfitta di Napoleone e il Congresso di Vienna del 1815 la Lombardia e il Veneto vennero annessi all'Impero austriaco che procedette con la creazione del Regno Lombardo Veneto. Con l’attivazione della macchina amministrativa lombardo-veneta il 12 febbraio 1816 il comune di Vercurago e Somasca fu inserito nel distretto VII di Caprino. Al governo reazionario austriaco si opposero tutti i maggiori intellettuali dell'epoca e tra questi vi era Samuele Biava. Nel 1826 pubblicò un Esperimento di melodie liriche e nel 1828 libretto di poesie, intitolato Melodie lombarde. Questi testi ambientati nel Medioevo riprendevano i sentimenti e i personaggi cari alla borghesia liberale lombarda, il Biava infatti era convinto che la letteratura potesse servire a preparare adeguatamente la coscienza dell'unità nazionale. A causa dei suoi spiriti risorgimentali la Biblioteca Italiana, l'autorità culturale dell'epoca, denunciò il Biava al governo e ne chiese la sospensione dal lavoro di insegnante. La restaurazione austriaca ricostituì il potere delle istituzioni religiose e quindi i padri somaschi poterono riprendere i lavori per la costruzione delle cappelle sotto la supervisione di padre Pietro Rottigini che insieme all'amico architetto Giuseppe Bovara costruì alla Valletta la chiesa della Resurrezione. Intanto nel 1829 Caterina Cittadini e la sorella Giuditta iniziarono ad accogliere in una casa di Somasca le prime fanciulle orfane fondando l'istituto delle Suore orsoline di San Girolamo e nel 1831 iniziarono la scuola privata e nel 1836 il convitto di educazione femminile. Nel 1836 esplose un'epidemia di colera nella confinante Calolzio, la cui diffusione venne facilitata dalla vicine paludi vercuraghesi che rendevano da secoli l'aria insalubre. I lavori sulla via delle cappelle ripresero grazie al frate Angelo Sommariva nel 1837 in occasione dei 300 anni dalla morte di San Girolamo, il quale decise la realizzazione della cappella all'Eremo e la realizzazione della seconda cappella della via delle cappelle. Il 21 febbraio 1839 i padri somaschi ricevettero la visita dell'arcivescovo di Cesarea in Bitinia Carlo Emanuele Sardagna de Hohenstein dove rimase fino al 16 aprile quando decise di trasferirsi a Rovereto. Anche a Vercurago negli anni trenta dell'Ottocento iniziarono le risistemazioni della chiesa che comprendevano il restauro del campanile, il suo rialzamento e la realizzazione dell protiro d'ingresso in granito che venne completato nel 1842. Il 23 giugno 1853 a seguito di una nuova riorganizzazione amministrativa il comune di Vercurago fu inserito nel distretto IX di Caprino e a seguito del censimento si contò una popolazione di 682 abitanti. Il 20 settembre 1857 la chiesa viene consacrata dal vescovo di Bergamo Pier Luigi Speranza che il 14 dicembre dello stesso anno erige canonicamente la Congregazione delle sorelle Cittadini.

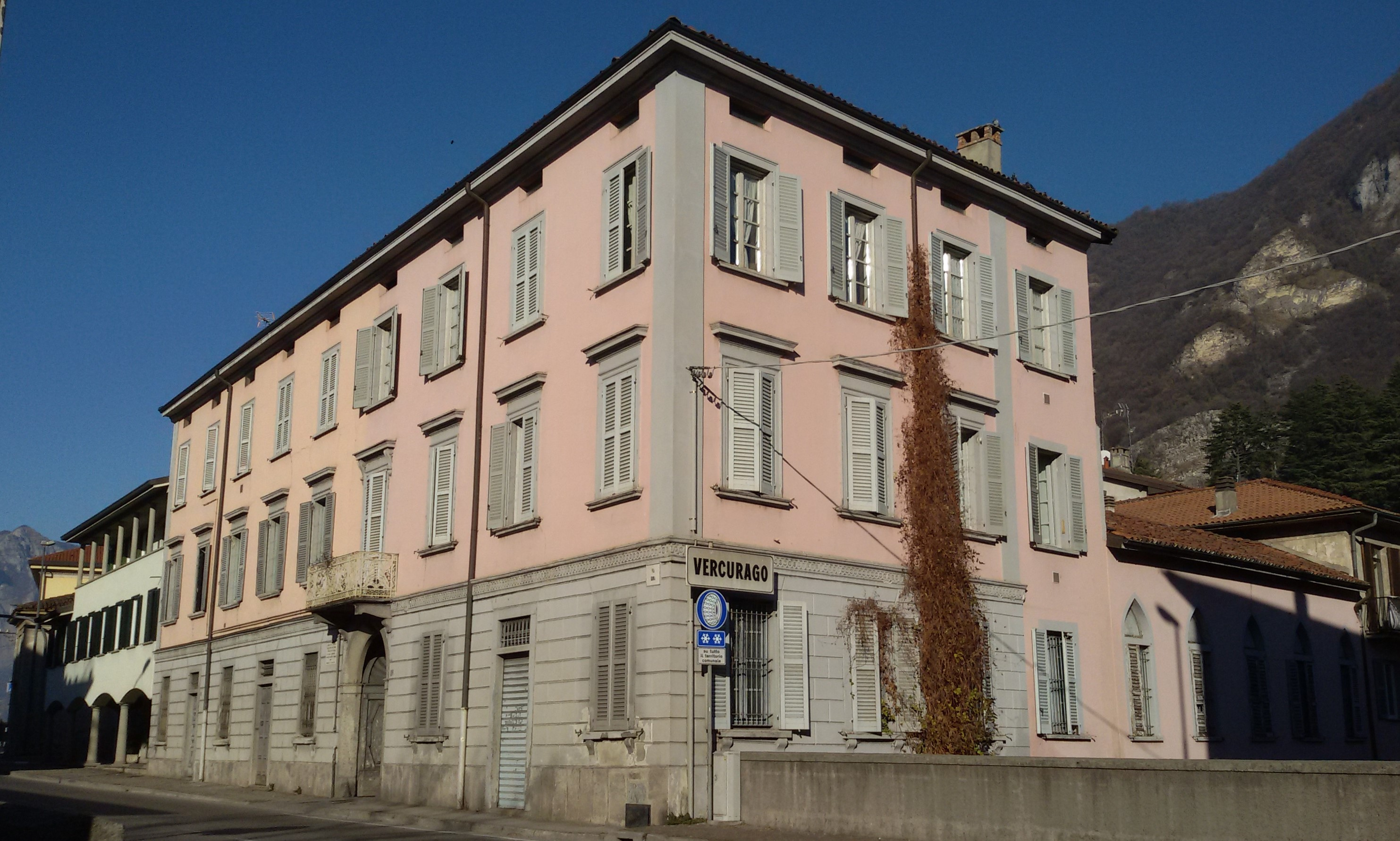
L'Istituto per frenastenici fondato da Antonio Gonelli-Cioni.

### Il Regno d'Italia
Nel 1859 gli spiriti risorgimentali si concretizzarono con la seconda guerra d'indipendenza quando il Regno di Sardegna unitamente alla Francia iniziarono la conquista del Regno Lombardo-Veneto. A seguito di questi avvenimenti il 23 ottobre 1859, il comune di Vercurago fu incluso nel IX mandamento di Caprino, all'interno della provincia di Bergamo. Nel 1862 iniziò la costruzione della ferrovia Lecco-Bergamo che si concluse nel 1863 interessò il territorio di Vercurago dove venne aperta la stazione che portò una ventata di modernità all'interno di una società ancora prevalentemente contadina, dedita alla coltivazione della vite e del gelso e costellata da piccoli commercianti che in prevalenza esportavano la seta via lago. Nel 1865 in base alla legge sull'ordinamento comunale la reggenza del comune venne affidata a un sindaco, una giunta e un consiglio mentre durante il dominio austriaco questa era affidata a un consiglio di quindici membri e a una giunta di due. Il 27 dicembre 1873 si inaugurò la tratta ferroviaria Calolziocorte-Monza, parte della ferrovia Lecco-Milano. Dopo la costruzione di queste due linee ferroviarie la produzione manifatturiera iniziò a svilupparsi, in questi anni infatti la famiglia Scola costruì due filande attive sul torrente Gallavesa e nel 1889 si annota la presenza di un pastificio, un'officina dedita alla tornitura del legno e del ferro e un'officina per la costruzione delle dinamo elettriche. Nel 1891 la casa padronale degli Scola venne convertita dal pedagogista Antonio Gonelli-Cioni in un centro di riabilitazione per bambini affetti da malattie psichiche, il primo di questo tipo in Italia. Nel 1892 su progetto dell'architetto don Antonio Piccinelli, la chiesa di Somasca venne allungata e la facciata rimaneggiata con l'aggiunta del timpano la quale venne consacrata nel 1893 dal vescovo di Como Andrea Carlo Ferrari.

### Il XX secolo e l'ascesa del fascismo

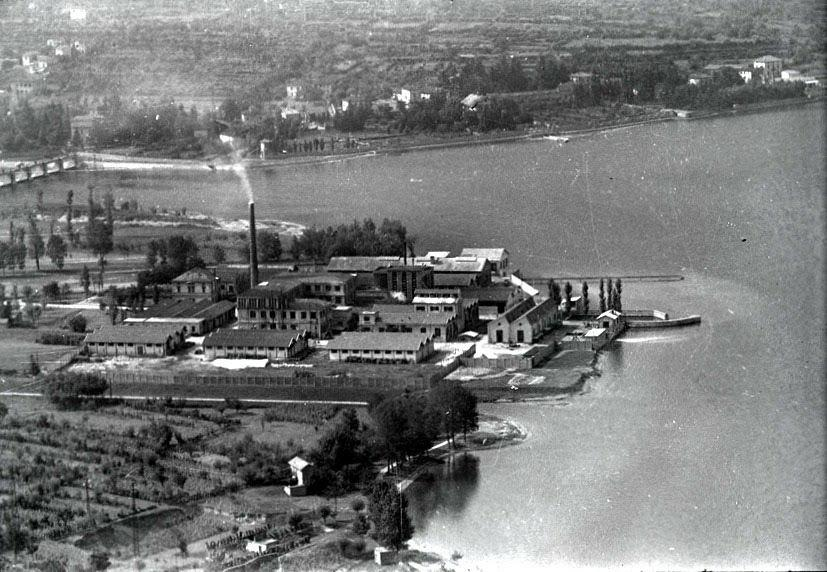
Lo stabilimento Pirelli

Il XX secolo si aprì con il completamento da parte di padre Pizzotti dell'XI cappella della via delle cappelle avvenuto nel 1902. Negli anni dieci anche Vercurago venne toccata dallo lo sviluppo industriale, grazie alla costruzione nel 1917 di un grande complesso industriale della Pirelli. Lo stabilimento era incaricato alla produzioni dei prodotti chimici usati per la preparazione della gomma e come molti altri impianti industriali sfruttava l'energia idroelettrica fornita dal vicino torrente Gallavesa. Il 7 settembre 1919 il sacerdote Giuseppe Angelo Roncalli, il futuro Papa Giovanni XXIII, celebrò una messa a Somasca, luogo al quale era molto attaccato emotivamente dato che all'età di circa sei anni era solito trascorrere insieme alla madre dei momenti di preghiera a "la Valletta. Negli anni venti con l'ascesa del fascismo cambiò anche la struttura amministrativa del comune e nel 1926 Arturo Borgomanero venne nominato dal governo a podestà del paese e per esaltare l'idea nazionalista commissionò allo scultore Montegani Angelo una statua per commemorare i caduti vercuraghesi della Grande guerra. Vennero inoltre soppressi i circondari e Vercurago divenne quindi parte della provincia di Bergamo. Nel 1928 a Somasca si tennero i festeggiamenti per il quattrocentesimo anniversario della fondazione dei Chierici regolari di Somasca, l’urna d’argento contenente le reliquie di San Girolamo fu portata processionalmente in ogni paese della Valle San Martino e il 21 luglio il Patriarca di Venezia Pietro La Fontaine celebrò una messa alla Valletta. Nel 1937 costruzione della scuola elementare decisa dal podestà è terminata. Nel 1938 il nuovo podestà di Vercurago Giuseppe Meroni regalò ai padri somaschi una scultura in marmo dello scultore Egisto Caldana raffigurante un leone di san marco che venne posto all'angolo delle arcate della Valletta. Nel 1939 scoppia la seconda guerra mondiale e nel settembre del 1943 il nord Italia fu governato dallo stato fantoccio della Repubblica Sociale Italiana. In questo periodo le rappresaglie contro i partigiani aumentarono notevolmente e infatti nella notte tra il 16 e il 17 ottobre 1943 i tedeschi disposero diversi obici 152/13 tra Vercurago e Calolziocorte in modo da accerchiare ed annientare tutte le forze partigiane dislocate tra la bassa Valtellina e la bergamasca. L'azione di rastrellamento si protrasse per tre giorni senza successo e con numerose perdite sul lato tedesco, a seguito della disfatta l'esercito devastò e bruciò le abitazioni e altri edifici della valle. A seguito del maggiore potere delle forze naziste anche a Vercurago le leggi razziali vennero applicate come in Germania infatti si ha conoscenza di una famiglia di origine ebraica residente a Somasca che nel 1944 riuscì a fuggire in Svizzera prima di essere scoperta dai repubblichini. Nell'aprile del 1945 dopo la fine della guerra il Comitato di Liberazione Nazionale istituì nuovamente la carica di sindaco e nominò a sindaco di Vercurago Giovanni Battista Valsecchi.

### Dal secondo dopoguerra al XXI secolo
Con la fine della guerra si diede avvio al boom economico, la fabbrica della Pirelli arrivò ad impiegare centocinquanta operai e nel paese aprirono una moltitudine di negozi e piccole attività commerciali. Nel 1953 alcune abitazioni di Somasca furono devastate da un'alluvione causata dall'esondazione di alcuni piccoli corsi d'acqua a seguito di un periodo caratterizzato da forti piogge. Nello stesso anno si diede avvio al restauro della chiesa di Vercurago che durò un anno e coinvolse il decoratore Giovanni Dossena ed il 26 settembre dello stesso anno il patriarca di Venezia, futuro Papa Giovanni XXIII consacrò la piccola chiesa della Mater orphanorum che il 10 dicembre 1958, una volta eletto papa, decise di elevare a basilica minore la chiesa di Somasca. I lavori di restauro e abbellimento del patrimonio ecclesiastico proseguono anche negli anni sessanta quando nel 1961 vengono affrescate le pareti interne della cappella di San Mauro. Nel 1967 la chiesa di Somasca venne completata con la costruzione del pronao d'ingresso a tre arcate e la chiesa viene nuovamente ampliata con l'aggiunta di due navate laterali. Inoltre la facciata venne trasformata aggiungendo una quarta arcata al pronao. Sempre nello stesso anno in occasione della celebrazione del duecentesimo anniversario della canonizzazione di San Girolamo Emiliani i padri somaschi fondarono la comunità "Casa san Girolamo" che grazie all'ausilio di psicologi ed educatori accudisce ragazzi e ragazze con problemi familiari. Negli anni sessanta Vercurago subì una forte espansione urbanistica e si diede avvio alla costruzione di diverse palazzine. Nel 1967 lo stabilimento della Pirelli fu ceduto a un'azienda di prodotti chimici in quanto questo causa della sua esigua dimensione non era economicamente vantaggioso da mantenere per la Pirelli. Il 4 ottobre 1969 la giunta incaricò il professore milanese Giuseppe Bonfanti di effettuare ricerche storiche ed araldiche per poter eseguire un bozzetto dello stemma di Vercurago, poi dipinto dal pittore vercuraghese Gianni Secomandi. Il 3 dicembre 1970, il presidente della repubblica Giuseppe Saragat ed il presidente del consiglio Emilio Colombo firmarono il decreto di concessione al Comune di Vercurago dello stemma e del gonfalone. Negli anni settanta venne sistemato il fondo ciottolato del viale delle Cappelle, pavimentando il mezzo del percorso con una fascia di selciato in porfido, per rendere più agevole la salita ai pellegrini. In quegli anni si restaurò la cappella di Sant'Ambrogio e nel 1972 vennero rinnovati il pavimento della chiesa di Vercurago e l'altare che venne consacrato dal vescovo Clemente Gaddi. Il 17 settembre 1972 venne inaugurata a Somasca la cappella dedicata al centenario della formazione del corpo militare degli alpini e due anni dopo venne osato un monumento dedicato al corpo militare. Sempre nel 1972 nasce la biblioteca e nel 1978 viene fondato il C.K.90 (Canoa Kajak 90 Associazione Sportiva Dilettantistica) Nel 1981 la chiesa di Somasca viene completamente restaurata e al pronao viene aggiunta una quinta arcata. Nel 1987 a causa delle precipitazioni abbondanti il lago esondò. Nello stesso anno venne fondata la squadra di calcio AC Vercurago e chiuse definitivamente l'ex stabilimento Pirelli, che in quel momento apparteneva alla Safilo Saldature. Gli anni novanta iniziarono con la riforma delle province e nel 1992 entrò a far parte della provincia di Lecco, dopo oltre un millennio di storia di comunanza con Bergamo. Il sindaco democristiano Antonio Moretti diede avvio nel 1990 alla costruzione di un campo da calcio comunale e nel 1994 completò la costruzione della nuova biblioteca, vicino alla scuola primaria. in questi anni nasce la Victory Vercurago (Associazione Sportiva Dilettantistica Victory Vercurago), una delle poche squadre italiane di Inter-Crosse.
Con l'inizio del terzo millennio si apre nel 2000 a Somasca la prima raccolta museale del territorio, la casa museale “Le sorgenti” nel quale è riproposta l'ambientazione della vita contadina ottocentesca. Nel 2002 il lago esondò nuovamente e nello stesso anno il sindaco Moretti commissionò allo scultore Antonio Guerra una statua marmorea ultimata nel 2005. Nascono poi la squadra di pallavolo. e nel 2006 quella di basket. Nel dicembre 2012 per far fronte al traffico intenso che attraversa il paese si inizia la costruzione, non ancora conclusa al 2018, di un bypass interrato lungo circa 2,4 km passante per Vercurago e Calolziocorte, il cui corpo principale è costituito dalla galleria di San Gerolamo, la quale verrà scavata al di sotto della frazione di Somasca. Nel 2013 vengono restaurate sia la chiesa di Vercurago che quella di Somasca e nel 2015 dopo oltre due anni di lavori con la costruzione di un complesso residenziale costruito su quella che era l'area industriale è stata inaugurata la pista ciclabile panoramica collegata all'itinerario ciclabile lungo le rive dell'Adda che permette di collegare Trezzo sull'Adda a Lecco. Il 15 luglio 2018 il monumento ai caduti di Somasca è stato impreziosito da un affresco di Rosalba Citera. Nel duemila a Vercurago aumenta il flusso turistico storico e religioso, grazie al legame che il paese ha con I promessi sposi e con San Girolamo.